# Robert Bartsch
Robert Bartsch (* 23. Juli 1874 in Mödling, Österreich-Ungarn; † 30. Mai 1955 in Wien) war ein österreichischer Jurist und Hochschullehrer.

## Leben
Robert Bartsch wurde als Sohn eines Richters geboren. Er besuchte 1884 bis 1892 ein Gymnasium in Wien und nach seiner Matura studierte er 1892–1897 Rechts- und Geschichtswissenschaft an der Universität Wien. Nach dem Studium diente Bartsch 1897–1901 als Richter an verschiedenen Wiener Gerichten, bevor er 1898 zum Dr. iur. promovierte. 1899 legte er die Richteramtsprüfung ab und arbeitete daraufhin 1901–1906 in Wien als Juristenpräfekt am Öffentlichen Gymnasium der Stiftung Theresianische Akademie, genannt Theresianum.
1905 habilitierte Bartsch sich durch die Anerkennung zweier Werke für Rechtsgeschichte und begann, nebenamtlich als Privatdozent an der Universität Wien zu lehren. Von 1906 bis 1917 versah er legislativen Dienst im k.k. Justizministerium, wo er bis zum Sektionsrat aufstieg. Seine Arbeitsgebiete zu dieser Zeit waren Theaterrecht, Konkursrecht, Kraftfahrzeugrecht, Urheberrecht und Jugendfürsorge. 1911 wurde er außerordentlicher Professor an der juristischen Fakultät der Universität Wien und 1912 kam es zur Ausdehnung der Lehrbefugnis auf österreichisches Privatrecht. Seine Lehr- und Prüfungstätigkeit versah Bartsch weiterhin nebenamtlich, da er 1918–1922 im Ministerium für soziale Verwaltung als Ministerialrat die Leitung der Sektion Jugendfürsorge innehatte. 1917 wurde Bartsch mit dem Titel des Hofrates ausgezeichnet. 1918 wurde er ordentlicher Professor an der Universität Wien und las dort von 1925 bis 1938 zum Fürsorgewesen, weiterhin nebenamtlich. Ab 1921 war er – ebenfalls nebenamtlich – Lehrbeauftragter und Honorardozent an der Hochschule für Welthandel.
1922–1933 arbeitete er als Rat des Verwaltungsgerichtshofs Wien. 1933 erfolgte seine Ernennung zum Senatspräsidenten, weshalb er 1934 in den Bundesgerichtshof einzog, dem er auch zwei Monate als kommissarischer Präsident vorsaß. Im März des Jahres 1934 hielt es Bartsch für seine vorrangige Pflicht, die neu erlassenen Rechtsnormen des austrofaschistischen Staates zu systematisieren und ihre Anwendung zu erleichtern.
Zum Ende des Austrofaschismus und als Folge seiner aktiven Kooperation der Ständediktatur kam es nach dem Anschluss Österreichs im April 1938 kurzzeitig zum Entzug aller Lehr- und Prüfungsbefugnisse Bartschs. Bartsch konnte jedoch im folgenden Verfahren nachweisen, dass er immer betont deutschnational eingestellt war und sowohl im Deutschen Klub als auch in der Deutsch-Österreichischen Arbeitsgemeinschaft und der Gesellschaft der Rechtswissenschaft aktiv gewesen war. So konnte der Vorwurf, er hätte in jüdischer Gesellschaft verkehrt, zumindest kompensiert werden. Deshalb wurde Bartsch im Herbst desselben Jahres die Venia Legendi erneut verliehen, und er wurde in den Reichsdienst übernommen.
Bartsch folgte der NS-Ideologie und -Terminologie auf der ganzen Linie. So schrieb er: „Ziel der Erziehung ist der körperlich und seelisch gesunde, sittlich gefestigte Mensch, der rassebewusst in Blut und Boden wurzelt und Volk und Recht verpflichtet und verbunden ist.“ Angesichts dieser deutlichen Worte aus Bartschs Feder verblüfft seine nur zehn Jahre später publizierte Selbsteinschätzung, in der er sich fern von ‚Radikalismus‘ und ‚Schlagworten‘ wähnt und betont, sich ‚nie aktiv‘ an Politik beteiligt zu haben.
Ebenfalls in der Folge des Anschlusses Österreichs übernahm Bartsch 1938 bis 1940 interimistisch die Leitung des Ordinariats für Deutsches Recht an der Universität Wien, trotz seiner Versetzung in den Ruhestand 1939 wegen Erreichens der Altersgrenze und zugleich einer Ehrung durch eine Honorarprofessur an der Universität Wien. Bartschs beantragte am 17. März 1940 die Aufnahme in die NSDAP und wurde zum 1. Oktober desselben Jahres aufgenommen (Mitgliedsnummer 8.225.202).
Nach dem Ende der Herrschaft der Nationalsozialisten wurde Bartsch 1945 zunächst kommissarischer Leiter des Instituts für Rechtswissenschaft an der Universität Wien. Jedoch erfolgte bereits am 13. Dezember 1945 mit sofortiger Wirkung die endgültige Pensionierung Bartschs, und zwar nicht primär aus Altersgründen – Bartsch war inzwischen 71 Jahre alt –, sondern vor allem wegen seiner Mitgliedschaft in der NSDAP. Deshalb kam es ab demselben Tage auch zum Erlöschen all seiner Lehr- und Prüfungsbefugnisse.

## Veröffentlichungen
- Das Kraftfahrzeuggesetz (Automobilhaftpflichtgesetz). Gesetz vom 9. Aug. 1908. Mit Erl. u. e. Übers. üb. d. Rechtsprechung d. k. k. Obersten Gerichtshofes. Manz, Wien 1913.
- Bürgerliches Recht mit besonderer Berücksichtigung der Verhältnisse in den Donau- und Alpengauen. Verwaltungs-Akademie, Wien 1934.
- Kraftfahrzeughaftpflichtgesetz und Privatkraftwagenführergesetz mit Erl. u. e. Übersicht d. Rechtsprechung samt d. einschlägigen Normen insbes. Kraftfahrgesetz 1937, Kraftfahrverordnung 1937 u. Straßenpolizeigrundsatzgesetz. Manz, Wien 1937.
- Robert Bartsch. (Autobiographie). In: Nikolaus Grass (Hrsg.): Österreichische Rechts- und Staatswissenschaften der Gegenwart in Selbstdarstellungen. Universitätsverlag Wagner, Innsbruck 1952, S. 21–39.